# Herb Margonina
Herb Margonina – jeden z symboli miasta Margonin i gminy Margonin w postaci herbu.

## Wygląd i symbolika
Herb przedstawia na błękitnej tarczy pannę o brązowych włosach, ubraną w białą suknię, noszącą złotą koronę na głowie, z uniesionymi do góry rękami, siedzącą na brązowym niedźwiedziu brunatnym.
Symbolika herbu związana jest z legendą o porwaniu córki pana na grodzie w Sułaszewie przez rycerza krzyżackiego. Legenda ta powstała zapewne w XIV lub pierwszej połowie XV stulecia. Herb jest odmianą herbu szlacheckiego Rawicz.